# Maurice de Raoulx
Maurice de Raoulx est un guitariste, compositeur et professeur de musique français du XIXe siècle. Il est né à Carpentras le 17 avril 1783 et mort à Paris le 9 mai 1865.

## Biographie
Maurice de Raoulx est un musicien et compositeur français actif au XIXe siècle,, entre 1820 et 1850 environ.
Guitariste attitré de la duchesse de Berry,, il est l'auteur comme compositeur de diverses chansons, romances et pièces pour guitare. 
Il est aussi l'auteur de plusieurs méthodes instrumentales, pour la trompe de chasse (ou le cor de chasse), le hautbois, et l'accordéon notamment.
En 1854, il est le concepteur d'un système de cryptographie conçu au moyen de notes de musique, qu'il soumet à la direction nationale des lignes télégraphiques,.

### Manuels
- Maurice de Raoulx, Méthode de trompe ou cor de chasse, Paris, Nadaud, 1841 (BNF 43223134, lire en ligne)
- Maurice de Raoulx, Méthode de hautbois, Paris, Nadaud, 1841 (BNF 43223133, lire en ligne)
- Maurice de Raoulx, Méthode d'accordéon pour apprendre sans maître, Paris, Joly, 1851 (BNF 43223132, lire en ligne)

### Musicographie
- Maurice de Raoulx et Mxxx (paroles), Tourments d'absence ! : Romance, Paris (BNF 43223143)
- Maurice de Raoulx, À mon Hortence, Paris, Jouve (BNF 43639620, lire en ligne)
- Maurice de Raoulx, L'amour & la bergerette : chansonnette, Paris, Mme Joly (BNF 44388951, lire en ligne) (chant et guitare)